# Лучший город Европы
«Лучший город Европы» — концертный альбом группы «Чайф» 1988 года. Записан на благотворительных концертах 17-18 декабря в свердловском Дворце Молодёжи, кроме песни «Лучший город Европы», записанной на свердловском телевидении.

## История
После расширения состава до квинтета — появился гитарист Павел Устюгов, а барабанщика Владимира Назимова сменил Игорь Злобин — по отношению к группе пошли скептические настроения слушателей. Тем не менее, Шахрину было интересно восприятие публикой изменённого звучания. В результате этого альбом записывался на концертах.
Сведение альбома проходило на «Студии НП», руководил процедурой Алексей Хоменко. Не обошлось и без курьёза — во время сведения Хоменко обнаружил, что вокал на записи завален, в результате чего вокальные партии Шахрина пришлось перезаписывать дома у Виктора Алавацкого.
Альбом был выпущен на магнитной ленте. Тираж составил 500 коробок, каждый экземпляр включал в себя буклет, фотографии и рецензии на песни. Издавать альбом «Лучший город Европы» на компакт-диске группа не планирует, так как часть треков с него включена бонусами в CD-версии альбомов «Дуля с маком» и «Дерьмонтин».
Песня «Сибирский блюз» была перезаписана позднее для альбома «Оранжевое настроение» под названием «Сибирский тракт».
Другая же песня — «Шабенина» — получила своё название благодаря аббревиатуре из первых букв фамилий участников (Шахрин, Бегунов, Нифантьев, Назимов). Невзирая на то, что последний к тому времени уже покинул группу, менять ничего не стали.

## Список композиций
Автор всех песен — Владимир Шахрин, кроме указанных особо:
1. Это игра
2. Ветер-шалун
3. Шабенина
4. Вольный ветер
5. Религия
6. Делай мне больно
7. Сибирский блюз
8. Ты моя крепость
9. Кот (музыка — Владимир Бегунов)
10. Рок-н-ролл — это я
11. Лучший город Европы

### Список композиций укороченного издания
Автор всех песен — Владимир Шахрин
1. Ветер-шалун
2. Сибирский блюз
3. Шабенина
4. Лучший город Европы
5. Ты моя крепость
6. Делай мне больно

## Участники записи
- Владимир Шахрин — гитары, вокал;
- Владимир Бегунов — соло-гитара, акустика, вокал, сведение;
- Антон Нифантьев — бас-гитара, вокал, сведение;
- Павел Устюгов — гитара;
- Игорь Злобин — барабаны;
- Владимир Елизаров, Виктор Алавацкий — запись.

Сведение — «Студия НП», Алексей Хоменко.